# Maria Paola Muzzeddu
Maria Paola Muzzeddu (Aggius, 26 febbraio 1913 – 12 agosto 1971) è stata una religiosa italiana, fondatrice della Compagnia delle Figlie di Mater Purissima. È riconosciuta come venerabile dalla Chiesa cattolica.

## Biografia
Paola Muzzeddu nasce ad Aggius da una famiglia di piccoli agricoltori. Grazie all'influenza materna riceve una fervente educazione cattolica. La sua vita spirituale è da subito imperniata sulla preghiera e sulla penitenza. A causa delle modeste condizioni economiche familiari, nel 1937 i genitori la mandano a Sassari, dove trova lavoro come sarta e sbriga lavori domestici. Rimane in lei la speranza di trovare una vita migliore. Qui vive con la sua migliore amica Maria Lepori, alla quale la uniscono, oltre a una profonda amicizia, gli stessi alti ideali spirituali.
Nel 1943, mentre Sassari è sotto i bombardamenti, Paola si trasferisce con Maria a Viddalba-Li Reni (allora frazione di Aggius), alloggiando presso alcuni parenti dell'amica. L'abitazione isolata favorisce il raccoglimento. Paola continua i lavori di sartoria e persevera nella preghiera. Desidererebbe poter aprire un luogo ove accogliere le giovani più sfortunate per accompagnarle verso una vita migliore spiritualmente e professionalmente. Il 23 dicembre 1943 è il giorno a cui si fa risalire l'ispirazione della Beata Vergine Maria che la spinge a creare una comunità religiosa finalizzata al promuovere la beatitudine della purezza di cuore. Il fervore e l'impegno aumentano. A partire dal 5 ottobre 1947, Paola, Maria Lepori e altre quattro giovani donne si uniscono in vita comune, vivendo come suore. La fondazione dell'Opera inizia il 5 dicembre 1947 a Sassari. L'8 dicembre 1948, Arcangelo Mazzotti, arcivescovo di Sassari, consegna loro l'abito religioso. Nasce così la Società delle figlie di Mater Purissima, note anche come suore celestine per via del colore del loro abito. Il loro apostolato è tutto dedicato alle giovani donne, che ad imitazione della Vergine Maria, sono guidate al Vangelo tramite la preghiera e la purezza di vita.
Madre Maria Paola prende la guida della piccola comunità, usando più la gentilezza e l'esempio che la sua autorità. Negli anni seguenti la piccola comunità si sviluppa accogliendo molte vocazioni, tanto che, nonostante la mancanza di risorse finanziarie, iniziano nuove fondazioni di conventi nel Nord Sardegna. Su ordine del suo confessore, Madre Maria Paola tiene un diario dal 1927 al 1956, in cui descrive vessazioni diaboliche, che vanno dallo scoraggiamento fino all'aggressione fisica. L'8 dicembre 1968 Madre Maria Paola sente che il Signore la chiama all'offerta della vita per la santificazione dei sacerdoti e la purezza del Popolo di Dio. Accetta la prova, e dopo tre anni di sofferenza muore all'età di 58 anni, proprio al suono dell'Angelus. È il 12 agosto 1971. La sua salma riposa a Sassari.

## Beatificazione
L'inchiesta diocesana sulla vita, virtù e fama di santità inizia l'11 giugno 1992 e si conclude il 7 dicembre 2004. L'11 giugno 2019 papa Francesco firma il decreto sull'eroicità delle virtù della Serva di Dio madre Maria Paola Muzzeddu, proclamandola venerabile.